# Bogdanovac (Babušnica)
Pour les articles homonymes, voir Bogdanovac.
Bogdanovac (en serbe cyrillique : Богдановац) est un village de Serbie situé dans la municipalité de Babušnica, district de Pirot. Au recensement de 2011, il comptait 39 habitants.

## Démographie
| 1948  | 1953  | 1961  | 1971 | 1981 | 1991 | 2002 | 2011 |
| ----- | ----- | ----- | ---- | ---- | ---- | ---- | ---- |
| 1 253 | 1 213 | 1 104 | 846  | 515  | 304  | 170  | 39   |

|  |